# Bordelonville
Bordelonville es un lugar designado por el censo ubicado en la parroquia de Avoyelles en el estado estadounidense de Luisiana. En el Censo de 2010 tenía una población de 525 habitantes y una densidad poblacional de 46,62 personas por km².

## Geografía
Bordelonville se encuentra ubicado en las coordenadas 31°6′4″N 91°54′2″O / 31.10111, -91.90056. Según la Oficina del Censo de los Estados Unidos, Bordelonville tiene una superficie total de 11.26 km², de la cual 11.26 km² corresponden a tierra firme y (0%) 0 km² es agua.

## Demografía
Según el censo de 2010, había 525 personas residiendo en Bordelonville. La densidad de población era de 46,62 hab./km². De los 525 habitantes, Bordelonville estaba compuesto por el 88.57% blancos, el 10.67% eran afroamericanos, el 0.57% eran amerindios, el 0% eran asiáticos, el 0% eran isleños del Pacífico, el 0.19% eran de otras razas y el 0% pertenecían a dos o más razas. Del total de la población el 0.57% eran hispanos o latinos de cualquier raza.